# Julio Sosa (bailarín)
Julio Sosa Peña, conocido como Canela o Kanela (Illescas, Florida; 5 de septiembre de 1933-Montevideo, 28 de diciembre de 2019)  fue un bailarín, coreógrafo, diseñador, religioso y director de comparsas de negros y lubolos en el carnaval de Uruguay.

## Biografía
Nació en Nico Pérez, Florida, en el seno de una familia humilde y numerosa. Fue bailarín de malambo. A sus 15 años se mudó con su madre Rosa Peña y dieciséis hermanos a Montevideo, al barrio Cerrito de la Victoria, donde vivió toda su vida. 
Comenzó su carrera como artista de cabaré a la edad de 16 años con Salvador Granata (creador y fundador de la troupe Un Real al 69). Actuó en los teatros Embassy, Royal, Pigalle, Bonanza y Sevilla Colmao. Llegó al carnaval de la mano de Gloria Pérez Bravo la Negra Jonhson, y Carlos «Pirulo» Albín en Los Granaderos del Amor, La Candombera  y Acuarelas del Candombe.
Desde 1951 hasta 1954 participó en Llamadas barriales con Los Mariscales. Entre 1955 y 1957 integró Fantasía Negra, con Carlos Albín «Pirulo», a quien consideraba su gran amigo.
Entre 1958 y 1959 integró las revistas Palán Palán y Majary Bembé, bajo la dirección de Hugo Alberto Balle. Desde 1960 hasta 1962, y en 1972, integró Fantasía Negra con los hermanos Giménez, Pedro Ferreira y Gloria Pérez Bravo la Negra Johnson. Desde 1963 hasta 1971 integró Acuarelas del Candombe, y entre 1973 y 1974, Piel Morena, ya como director, acompañado por Carlos Modernell y Rosa Luna. Desde 1977 hasta 2001 integró Kanela y su Barakutanga, y en 2002, Tronar de Tambores.
En 1959 decidió crear su propio conjunto al carnaval con el nombre de Se va la Comparsa. Luego dirigió Piel Morena, Kanela 75, Kanela y su Baracutanga y, por último, Tronar de Tambores. En 1987 Kanela y su Baracutanga obtuvo el primer premio del carnaval en la categoría comparsas de negros y lubolos, compartido con Morenada. Volvió a ganar en 1992, 1996 y 1997. En 2005 Tronar de Tambores arrasó en el Desfile de llamadas y obtuvo el primer premio. En los años siguientes, si bien no alcanzó el primer lugar nuevamente, le fueron otorgadas varias menciones especiales.

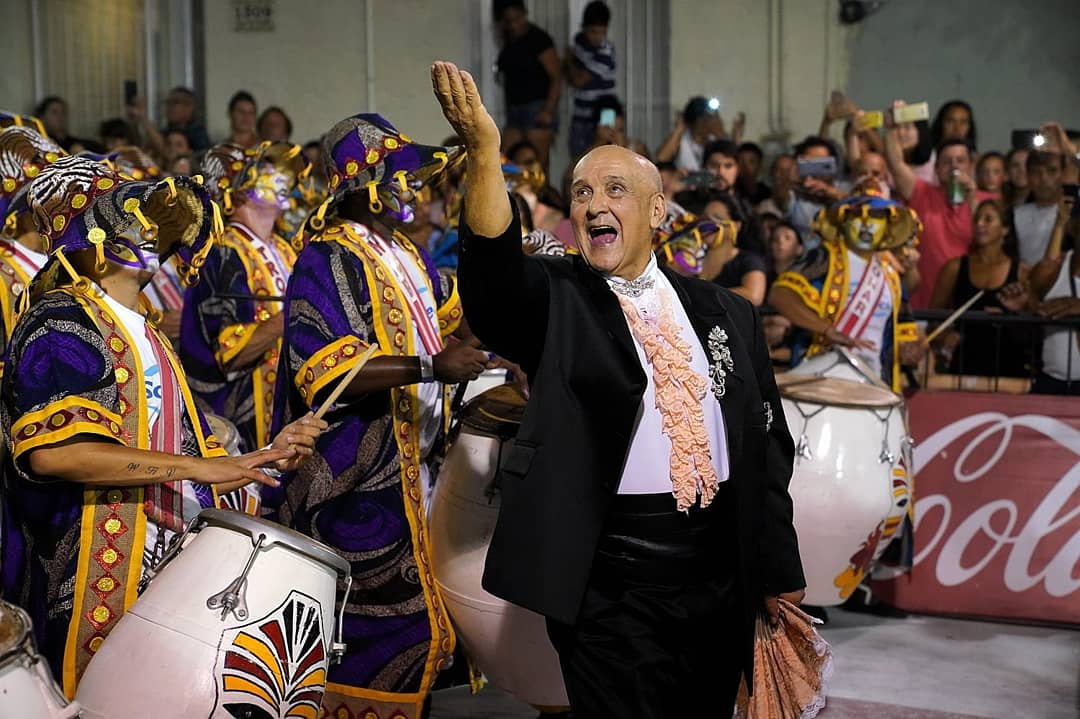
Kanela en el Desfile de Llamadas de 2019

A lo largo de su carrera compartió el escenario con grandes figuras del carnaval de la época como Martha Gularte, Rosa Luna, Lágrima Ríos, los hermanos Giménez, Pedro Ferreira y Hugo Alberto Balle. Representó a Uruguay en Quito en el Festival de las Naciones de América, donde recibió el primer premio como bailarín en el año 1953. En 1997, en Aruba, recibió el primer premio como bailarín internacional y el quinto lugar en vestuario, entre 23 países postulados. Recientemente, ganó el primer premio en el Desfile Festival de la Hispanidad en Nueva York. Actuó en Uruguay junto a grandes figuras como Miriam Makeba.
Era Pae de Santos en la religión umbanda.
Falleció el 28 de diciembre de 2019 a los 86 años, en Montevideo. Varias personlidades de la cultura y Presidencia del Uruguay expresaron sus condolencias.

## Origen del apodo
En 1949 fue convocado para reemplazar a un bailarín de una compañía mexicana que se presentaba en Montevideo. Salía al escenario cantando la canción Piel Canela de Bobby Capó. Allí lo vio Agustín Lara que lo bautizó como Canela. Entonces su apodo artístico era Tabú, pero lo cambió por Canela.

## Premios y honores
El 27 de noviembre de 2002 la Junta Departamental de Montevideo en sesión extraordinaria en el Santuario Nacional del Cerrito de la Victoria le otorgó un reconocimiento a su trayectoria artística, al cumplirse 50 años de su participación en las fiestas de carnaval. Fue premiado varias veces como mejor bailarín y Figura máxima de Llamadas del Carnaval de Uruguay en 2012.
En 2010 se escribe el libro biográfico Kanela de José Cozzo y Fernando Tetes.
En 2015, es galardonado como Ciudadano Ilustre de Montevideo.
En 2016, obtiene un reconocimiento en el Paseo de los Soles de la peatonal Sarandí: Miguel Villasboas y Carlos Goberna.
En 2019, se emite un sello de la serie Personalidades Destacadas de Uruguay sobre Julio “Kanela” Sosa con una fotografía elegida por él. Con un valor de 22 pesos uruguayos, en una tirada de 15.003 unidades en una plancha de 9 sellos por la Administración Nacional de Correos.

### Premios de carnaval
- 2010, Tronar de tambores 1º premio Concurso oficial del Carnaval.
- 2011, Tronar de tambores 1º premio Concurso oficial del Carnaval.
- 2012, Tronar de Tambores 1º premio de Llamadas. Distinguido Kanela como “máxima figura” del carnaval.[19]
- 2013, Tronar de Tambores 1º premio de Llamadas.
- 2019, Tronar de Tambores ganó el Desfile de Llamadas y reina en el Uruguay candombero.
- 2019, Tronar de tambores 1º premio Concurso oficial del Carnaval.